# Моисеенков, Фёдор Петрович
Фёдор Петрович Моисеенков (Моисеенко; Феодор Мойсеенков) (11 [22] ноября 1754, Лебедин — 24 сентября [5 октября] 1781, Москва) — российский естествоиспытатель (химик, металлург, минералог), переводчик, литератор. Адъюнкт Петербургской академии наук (1779), преподаватель Горного училища в Санкт-Петербурге. Автор работ в области минералогии, а также переводчик научных трудов и литературных произведений с английского, латинского, немецкого и французского языков; один из первых, кто переводил на русский язык «Эдду».
Продолжатель научных дел Михаила Ломоносова, его идейный преемник, один из первых российских минералогов.

## Биография
В официальных бумагах его фамилия обычно записывалась как Моисеенков, в то же время сам он некоторые свои литературные работы подписывал как Моисеенко; в изданиях Академии наук он указан как Феодор Мойсеенков. На сайте Российской академии наук записан как «Моисеенко (Моисеенков) Федор Петрович».
Родился в городе Лебедин Харьковского наместничества (сейчас — Сумская область, Украина) 11 (22) ноября 1754 года, происходил из старшины казацкой. Обучался в Харьковском коллегиуме (духовно-светском среднем учебном заведении), затем, с июля 1766 года, — в Санкт-Петербурге, в Академической гимназии, куда был зачислен при содействии своего земляка, Василия Ивановича Крамаренкова (1732 — ок. 1801), который в то время был секретарём в Правительствующем сенате, а также исполнял секретарские обязанности при графе Романе Воронцове.
После окончания гимназии Моисеенков был произведён в студенты и получил право слушать лекции профессоров (к этому периоду относится объединение Академической гимназии и Академического университета Петербургской академии наук в единое «Училище Академии»); специализировался в химии и минералогии; среди его преподавателей были академики Каспар Вольф и Эрик Лаксман. В 1774 году был послан за границу «для изучения минералогии и рудокопного дела»; учился сначала во Фрайбергской горной академии, затем в Лейпцигском университете; изучал как специальные предметы, так и мораль, философию, историю, географию и английский язык. За свои работы по минералогии был в 1779 году избран членом Лейпцигского экономического общества.
В 1779 году вернулся на родину. 12 октября 1779 года был избран адъюнктом по химии и минералогии Императорской академии наук и художеств в Санкт-Петербурге. В том же году был назначен читать лекции в Горном училище, первом в Российской империи высшем учебном заведении горного профиля (сейчас — Санкт-Петербургский горный университет), вместо получившего новое назначение известного естествоиспытателя Александра Матвеевича Карамышева, ученика Карла Линнея. Карамышев преподавал химию и металлургию как единый учебный предмет, но после его ухода преподавание было разделено: Моисеенков стал читать лекции по металлургии и горному искусству, а преподавателем химии и пробирного искусства стал Матвей Иванович Афонин. Кроме того, помимо специальных предметов, Моисеенков преподавал историю и политическую географию, а позже, после ухода из Училища известного поэта и переводчика Ивана Хемницера, — также французский и немецкий языки.
Был назначен руководителем крымской научной экспедиции Академии наук, однако на начальном этапе экспедиции, находясь в Москве, заболел и 24 сентября (5 октября) 1781 года скоропостижно скончался в возрасте 26 лет.

## Научные публикации
При жизни Моисеенков опубликовал две научные работы. «Минералогическое сочинение об оловянном камне» было написано на немецком языке и напечатано в Лейпциге в 1779 года.
- Feodor Mojsjeenkow. Mineralogische Abhandlung von dem Zinnsteine :  [нем.]. — Leipzig : J. G. I. Breitkopf, 1779. — [12], 91 S. — OCLC 1124021282.

Второе научное сочинение — «Примечания к русскому переводу книги „Минералогические известия о Саксонском рудном кряже“» (1780) — было написано уже после возвращения Моисеенкова на родину, во время совместной с Иваном Хемницером работы по редактированию перевода работы «Минералогические известия о Саксонском рудном кряже».
- Минералогическое известие о саксонском рудном кряже / Переведено с немецкаго языка Горнаго училища студентом Андреем Пикароном. Разсмотренное и поправленное г. надворным советником Хемнитцером и г. маркшейдером Мартовым. С примечаниями Академии наук адъюнкта г. Моисеенкова. — СПб. : Печатано при том же Училище, 1780. — [2], 71 с. — Библиографическая карточка в РГБ. — OCLC 80051416.

Ещё четыре работы Моисеенкова были опубликованы в 1955 году по рукописям, хранившимся в Архиве Академии Наук СССР.
Переводы
В 1768 году Моисеенковым в «учебных целях» была переведена комедия древнеримского драматурга Публия Теренция Афра «Екира, или Свекровь». Этот перевод был опубликован в 1774 году в составе третьего тома трёхтомного собрания пьес Теренция, вышедшего в Санкт-Петербурге в 1773—1774 годах с параллельными текстами на русском и латинском языках; в этот том, помимо «Свекрови», вошла также пьеса «Формион» в переводе Филиппа Синского.
- Екира или Свекровь / Пер. Феодор Мойсеенков // Комедии Публия Терентия Африканскаго : Переведенныя с латинскаго на российский язык. С приобщением подлинника. — СПб. : При Имп. Акад. наук, 1774. — Т. 3. — [2], 380 с. — Библиографическая карточка в РГБ.

Известен также вариант этого издания, вышедший в двух томах без параллельных латинских текстов, во второй том этого варианта издания вошли «Свекровь», «Формион», а также пьеса «Аделфы, или Братья» в переводе Космы Флоринского:
- Екира или Свекровь / Пер. Феодор Мойсеенков // Комедии Публия Терентия Африканскаго : Переведенныя с латинскаго на российский язык. — СПб. : При Имп. Акад. наук, 1774. — Т. 2. — [2], 294 с. — Библиографическая карточка в РГБ.

В том же году в переводе Моисеенкова было опубликовано сочинение древнеримского историка Гая Веллея Патеркула «Сокращение греческой и римской истории». Моисеенков переводил это сочинение с издания 1770 года, которое вышло в Париже в 1770 году и было опубликовано как на латинском языке, так и в переводе на французский. Из этого же издания им было переведено предисловие и часть примечаний. Моисеенков «предуведовлял», что в своей работе над переводом он стремился как «изобразить точно мысли писателя», так и «не удалиться от его слога», замечая при этом, что «нелегко изъяснять на нашем языке всё то, что на чужестранном и мёртвом великую красоту делает».
- Веллея Патеркула Сокращение греческия и римския истории / С латинскаго языка на российский перевел Феодор Мойсеенков. — СПб. : При Имп. Акад. наук, 1774. — [7], 328 с. — (Издание Собрания, старающегося о переводе иностранных книг). — Библиографическая карточка в РГБ. — 600 экз.

В 1775 году был опубликован в переводе Моисеенкова трактат Цицерона «О утешении». В 1777 году был опубликован перевод первого тома «Датской истории» Поля-Анри Малле в переводе Моисеенкова (с французского). Три других тома также были им переведены, однако вышли из печати уже после его смерти, в 1773 по 1786 год. Также уже после смерти Моисеенкова был опубликован перевод двухтомника «Введение в историю датскую» того же Малле. В состав этой работы входили некоторые части древнескандинавской «Эдды».